# Vézinnes
Vézinnes is een gemeente in het Franse departement Yonne (regio Bourgogne-Franche-Comté) en telt 167 inwoners (1999). De plaats maakt deel uit van het arrondissement Avallon.

## Geografie
De oppervlakte van Vézinnes bedraagt 6,4 km², de bevolkingsdichtheid is 26,1 inwoners per km².
De onderstaande kaart toont de ligging van Vézinnes met de belangrijkste infrastructuur en aangrenzende gemeenten.

## Demografie
Onderstaande figuur toont het verloop van het inwonertal (bron: INSEE-tellingen).